# معادله لاپلاس

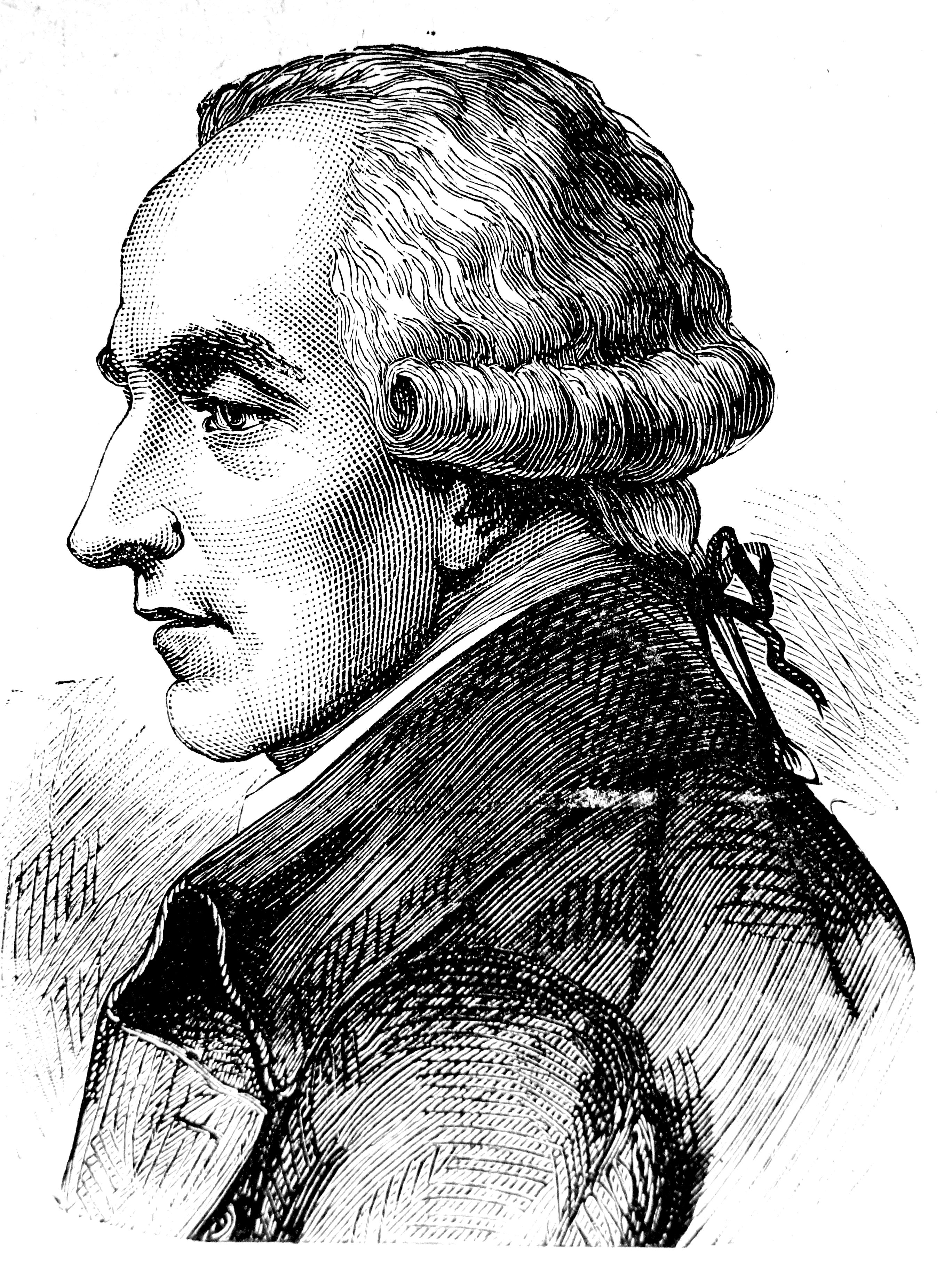
معادله لاپلاس و تبدیل لاپلاس و... به نام دانشمند فرانسوی به اسم پیرسیمون لاپلاس کاشف آن نامگذاری شده است.

معادلهٔ لاپلاس یک معادله دیفرانسیل با مشتقات جزئی است که منتسب به نام همه‌چیزدان فرانسوی پیر سیمون لاپلاس بوده و از اهمّیّت و کاربرد فراوانی در ریاضیّات، فیزیک، و مهندسی برخوردار است. به عنوان چند نمونه می‌شود به زمینه‌هایی همچون الکترومغناطیس، ستاره‌شناسی، و دینامیک سیالات اشاره کرد که حلّ این معادله در آن‌ها کاربرد دارد.
در سه بعد می‌شود آن را به صورت زیر نمایش داد:
{\displaystyle {\partial ^{2}\varphi  \over \partial x^{2}}+{\partial ^{2}\varphi  \over \partial y^{2}}+{\partial ^{2}\varphi  \over \partial z^{2}}=0}
این معادله، حالت همگن معادله پواسن است. جواب‌های کلی این معادله در نظریه پتانسیل بررسی می‌شوند و تمام آن‌ها توابع همساز هستند.

## تعریف
در فضای سه‌بعدی، مسئله پیدا کردن تابع حقیقی دوبار مشتق‌پذیر φ برحسب متغیرهای y ,x و z است بطوریکه:
در مختصات دکارتی:
{\displaystyle \Delta \varphi ={\frac {\partial ^{2}\varphi }{\partial x^{2}}}+{\frac {\partial ^{2}\varphi }{\partial y^{2}}}+{\frac {\partial ^{2}\varphi }{\partial z^{2}}}=0.}
در مختصات استوانه‌ای:
{\displaystyle \Delta \varphi ={\frac {1}{r}}{\frac {\partial }{\partial r}}\left(r{\frac {\partial \varphi }{\partial r}}\right)+{\frac {1}{r^{2}}}{\frac {\partial ^{2}\varphi }{\partial \phi ^{2}}}+{\frac {\partial ^{2}\varphi }{\partial z^{2}}}=0}
در مختصات کروی:
{\displaystyle \Delta \varphi ={\frac {1}{\rho ^{2}}}{\frac {\partial }{\partial \rho }}\left(\rho ^{2}{\frac {\partial \varphi }{\partial \rho }}\right)+{\frac {1}{\rho ^{2}\sin \theta }}{\frac {\partial }{\partial \theta }}\left(\sin \theta {\frac {\partial \varphi }{\partial \theta }}\right)+{\frac {1}{\rho ^{2}\sin ^{2}\theta }}{\frac {\partial ^{2}\varphi }{\partial \varphi ^{2}}}=0.}
و در مختصات خمیده‌خط:
{\displaystyle \Delta \varphi ={\frac {\partial }{\partial \xi ^{j}}}\left({\frac {\partial \varphi }{\partial \xi ^{k}}}g^{ki}\right)+{\frac {\partial \varphi }{\partial \xi ^{j}}}g^{jm}\Gamma _{mn}^{n}=0,}
یا:
{\displaystyle \Delta \varphi ={\frac {1}{\sqrt {|g|}}}{\frac {\partial }{\partial \xi ^{i}}}\!\left({\sqrt {|g|}}g^{ij}{\frac {\partial \varphi }{\partial \xi ^{j}}}\right)=0,\qquad (g=\mathrm {det} \{g_{ij}\}).}
این معادله غالباً به صورت زیر نوشته می‌شود:
{\displaystyle \nabla ^{2}\varphi =0}
یا در متون عمومی بصورت:
{\displaystyle \Delta \varphi =0,}
که در آن 2∇=Δ عملگر لاپلاس یا لاپلاسین است.
{\displaystyle \Delta \varphi =\nabla ^{2}\varphi =\nabla \cdot \nabla \varphi =\operatorname {div} \operatorname {grad} \varphi ,}
که در آن div=. ∇ دیورژانس و grad=∇ گرادیان است.
جواب‌های معادلهٔ لاپلاس تابع هارمونیک نامیده می‌شود.
اگر در طرف راست بجای صفر یک تابع سه متغیره (f(x,y،z داشته باشیم:
{\displaystyle \Delta \varphi =f}
این معادله، معادله پواسون نامیده می‌شود. معادلهٔ لاپلاس و پواسون ساده‌ترین مثال‌های معادلات دیفرانسیل جزئی بیضوی‌اند. عملگر دیفرانسیل جزئی {\displaystyle \nabla ^{2}} یا{\displaystyle \Delta } (که شاید در هر بعدی تعریف شده باشد) عملگر لاپلاس نامیده می‌شود.

## شرایط مرزی
در کل سه نوع شرایط مرزی وجود دارد. دیریکله، نویمان، کوشی.
- شرط مرزی دیریکله یعنی مقدار خود تابع روی مرز داده شده باشد. (مثل این که مقدار پتانسیل را روی مرزها بدانیم)
- شرط مرزی نویمان یعنی مشتق عمود بر سطح تابع روی مرزها مشخص باشد .(مثل این که نیروی الکترومغناطیسی را روی مرزها بدانیم)
- شرط مرزی کوشی به معنی مشخص بودن هم خود تابع و هم مشتق عمود برسطح آن است.

برای معادله لاپلاس شرایط دیریکله یا نویمان کافی است. یعنی با در دست داشتن یکی از شرایط هم مقدار تابع به دست می‌آید و هم مشتق عمود آن و شرط مرزی کوشی برای این معادله اشتباه است.
جواب معادله لاپلاس در داخل مرزها تحلیلی است. اصل برهمنهی در مورد جواب‌های این معادله صادق است یعنی هر ترکیب خطی از جواب‌های معادله خود نیز جواب معادله است.

## خواص معادله لاپلاس
پاسخ معادله لاپلاس دو ویژگی جالب دارد:
1. خاصیت میانگین: مقدار پتانسیل در هر نقطه برابر میانگین نقاط اطرافش است. در دو بعد نقاط اطراف را می‌توان دایره ای به شعاع R حول نقطه مورد نظر در نظر گرفت و در سه بعد نقاط اطراف را می‌توان کره ای به شعاع R حول نقطه مورد نظر تعریف کرد.
2. خاصیت نداشتن ماکزیمم و مینیمم نسبی: پاسخ معادله لاپلاس هیچ ماکزیمم و مینیمم نسبی ندارد و نقاط اکسترمم تنها در مرزهای مسئله رخ می‌دهند. این خاصیت را می‌توان با استفاده از خاصیت قبلی ثابت کرد.

## معادلات لاپلاس در دو بعد
فرم معادلهٔ لاپلاس با دو متغیر مستقل به صورت زیر است:
{\displaystyle {\frac {\partial ^{2}\psi }{\partial x^{2}}}+{\frac {\partial ^{2}\psi }{\partial y^{2}}}\equiv \psi _{xx}+\psi _{yy}=0.}

### توابع تحلیلی
قسمت حقیقی و موهومی یک تابع تحلیلی مختلط، هر دو در معادله لاپلاس صدق می‌کند. اگر z مختلط باشد و:
{\displaystyle f(z)=u(x,y)+iv(x,y),\,}
شرط لازم برای اینکه (f(z تابع تحلیلی باشد این است که در معادلهٔ کوشی ریمان صدق کند.
{\displaystyle u_{x}=v_{y},\quad v_{x}=-u_{y}.\,}
این منجر می‌شود به:
{\displaystyle u_{yy}=(-v_{x})_{y}=-(v_{y})_{x}=-(u_{x})_{x}.\,}
بنابراین u در معادلهٔ لاپلاس صدق می‌کند. به همین شکل می‌توان نشان داد که v هم در معادلهٔ لاپلاس صدق می‌کند.
بالعکس، با در نظر گرفتن یک تابع هارمونیک، بخش تحلیلی (f(z (حداقل به‌طور موضعی) است اگر آزمون به فرم
{\displaystyle f(z)=\varphi (x,y)+i\psi (x,y),\,}
باشد، در صورتی که قرار دهیم:
{\displaystyle \psi _{x}=-\varphi _{y},\quad \psi _{y}=\varphi _{x}.\,}.
معادله کوشی ـ ریمان ارضا می‌شود. این رابطه ψرا مشخص نمی‌کند، بلکه فقط رشد آن را مشخص می‌کند.
{\displaystyle \psi _{xy}=\psi _{yx},\,}
معادله لاپلاس برای ψ به‌طور ضمنی بیان می‌کند که شرایط انتگرال‌پذیری در ψ صدق می‌کند.
{\displaystyle \varphi =\log r,\,}
و بنابراین ψ را می‌توان با یک انتگرال خط تعریف کرد.
شرایط انتگرال‌پذیری و قضیه استوکس نشان می‌دهد که مقدار انتگرال تنها به دو نقطه ابتدایی و انتهایی ارتباط دارد و از مسیر مستقل است. جفت جواب‌های معادله لاپلاس توابع همساز همیوغ نامیده می‌شوند.
این نتیجه تنها هنگامی که مسیر دور یک نقطه تکین دور نزند و به‌طور موضعی مورد قبول است.
برای مثال اگر r و v مختصات قطبی باشند
{\displaystyle \varphi =\log r,\,}
یک تابع تحلیلی معادل است با
{\displaystyle f(z)=\log z=\log r+i\theta .\,}
در هر صورت زاویهٔ θ فقط در ناحیه‌ای که مبدأ را محصور نمی‌کند تک مقداری است.
رابطه نزدیک بین معادله لاپلاس و تابع تحلیلی نشان می‌دهد که هر جواب معادله لاپلاس از هر مرتبه‌ای مشتق دارد و حداقل در یک دایره که یک نقطهٔ تکین را محصور نکند می‌تواند به صورت یک سری توانی بسط داده شود. این با جواب معادلهٔ موج کاملاً در تضاد است، که معمولاً نظم کمتری دارد.
یک رابطهٔ نزدیک بین سری‌های توانی و سری‌های فوریه وجود دارد. اگر ما یک تابع f را به صورت سری توانی در یک دایره با شعاع R بسط دهیم، این به این معناست که
{\displaystyle f(z)=\sum _{n=0}^{\infty }c_{n}z^{n},\,}
ضرایب تعریف شده مناسب قسمت‌های موهومی و حقیقی به این صورت دارند:
{\displaystyle f(z)=\sum _{n=0}^{\infty }c_{n}z^{n},\,}
بنابراین
{\displaystyle f(z)=\sum _{n=0}^{\infty }\left[a_{n}r^{n}\cos n\theta -b_{n}r^{n}\sin n\theta \right]+i\sum _{n=1}^{\infty }\left[a_{n}r^{n}\sin n\theta +b_{n}r^{n}\cos n\theta \right],\,}
که فرمول بالا، یک سری فوریه برای f است.

### شارش سیال
فرض کنیم u و v مؤلفه‌های عمودی و افقی سرعت یک سیال تراکم ناپذیر و غیر چرخشی در فضای دو بعدی باشد. شرط اینکه سیال تراکم‌ناپذیر باشد به این صورت است که
{\displaystyle u_{x}+v_{y}=0,\,}
و شرط اینکه سیال غیر چرخشی باشد:
{\displaystyle v_{x}-u_{y}=0.\,}
اگر ما دیفرانسیل تابع ψرابه این صورت در نظر بگیریم:
{\displaystyle \psi _{x}=-v,\quad \psi _{y}=u,\,}
در این صورت شرط تراکم‌ناپذیری، شرط انتگرال‌پذیری برای این دیفرانسیل است. تابع حاصل، تابع جریان نامیده می‌شود، چون که در راستای شارش ثابت است. مشتق اول ψ به صورت زیر داده می‌شود:
{\displaystyle \varphi _{x}=-u,\quad \varphi _{y}=-v.\,}
و شرط غیر چرخشی بودن اشاره به این دارد که، ψ در معادله لاپلاس صدق می‌کند. تابع همساز φ که همیوغ ψ است، «پتانسیل سرعت» نامیده می‌شود. معادله کوشی ـ ریمان بیان می‌کند که:
{\displaystyle \varphi _{x}=-u,\quad \varphi _{y}=-v.\,}
بنابراین هر تابع تحلیلی با یک شارش سیال تراکم‌ناپذیر و پایدار و غیر چرخشی در صفحه مرتبط است.
بخش حقیقی «پتانسیل سرعت» و بخش موهومی، «تابع جریان» است.

### الکترواستاتیک
با توجه به معادله ماکسول، یک میدان الکتریکی (u,v) در فضای دو بعدی که مستقل از زمان است در این معادلات صدق می‌کند:
{\displaystyle \nabla \times (u,v)=v_{x}-u_{y}=0,\,}
و
{\displaystyle \nabla \cdot (u,v)=\rho ,\,}
جایی که ρ چگالی بار باشد. اولین معادله ماکسول، شرط انتگرال‌پذیری برای دیفرانسیل زیر است:
{\displaystyle d\varphi =-u\,dx-v\,dy,\,}
پس پتانسیل الکتریکی φ به گونه‌ای ساخته می‌شود که شرایط زیر را ارضا نماید:
{\displaystyle \varphi _{x}=-u,\quad \varphi _{y}=-v.\,}
دومین معادله ماکسول دلالت دارد بر
{\displaystyle \varphi _{xx}+\varphi _{yy}=-\rho ,\,}
که این معادله پواسون است.

## معادله لاپلاس در فضای سه بعدی

### جواب اساسی
یک جواب بنیادی معادله لاپلاس، در این رابطه صدق می‌کند:
{\displaystyle \Delta u=u_{xx}+u_{yy}+u_{zz}=-\delta (x-x',y-y',z-z'),\,}
جایی که تابع دلتای دیراک، نشان دهنده وجود یک واحد منبع در نقطهٔ {\displaystyle (x',\,y',\,z').} است.
هیچ تابعی این خاصیت را ندارد، اما می‌توان آن را به عنوان حدی از توابعی که انتگرال آن‌ها در فضا واحد است و پشتیبان (ناحیه‌ای که تابع در آن صفر نیست) آن‌ها به یک نقطه تبدیل شده‌است، در نظر گرفت. پس تعریف جواب اصلی اشاره دارد بر اینکه اگر از لاپلاسی u
بر هر حجمی که نقطهٔ منبع را محصور کند، انتگرال بگیریم، داریم:
{\displaystyle \iiint _{V}\operatorname {div} \nabla udV=-1.\,}
معادله لاپلاس تحت یک دوران مختصات ناوردا است و از این رو ما انتظار داریم که که جواب اصلی فقط به فاصلهٔ r از نقطه مبدأ بستگی داشته باشد.
اگر ما حجم را به صورت کره‌ای با شعاع a حول نقطه منبع انتخاب کنیم، قضیه دیورژانس گاوس بیان می‌کند که:
{\displaystyle -1=\iiint _{V}\operatorname {div} \nabla u\,dV=\iint _{S}u_{r}dS=4\pi a^{2}u_{r}(a).\,}
این منجر می‌شود به
{\displaystyle u_{r}(r)=-{\frac {1}{4\pi r^{2}}},\,}
روی یک کره به شعاع r حول نقطهٔ منبع است و از این رو
{\displaystyle u={\frac {1}{4\pi r}}.\,}
یک استدلال مشابه نشان می‌دهد که در دو بعد این جواب این گونه است:
{\displaystyle u={\frac {-\log r}{2\pi }}.\,}

### تابع گرین
یک تابع گرین یک جواب اصلی است که شرایط مناسبی در مرز s از حجم v را ارضا می‌کند. برای مثال تابع گرین در این معادله صدق می‌کند.
{\displaystyle \nabla \cdot \nabla G=-\delta (x-x',y-y',z-z')\quad {\hbox{in}}\quad V,\,}
{\displaystyle G=0\quad {\hbox{if}}\quad (x,y,z)\quad {\hbox{on}}\quad S.\,}
اکنون اگر u یکی از جواب‌های معادلهٔ پواسون در v باشد
{\displaystyle \nabla \cdot \nabla u=-f,\,}
و فرض می‌کنیم که u مقدار مرزی g روی s باشد. آنگاه ما فرمول گرین (یک نتیجه از قضیه دیورژانس) را بکار می‌بریم، که بیان می‌کند:
{\displaystyle \iiint _{V}\left[G\,\nabla \cdot \nabla u-u\,\nabla \cdot \nabla G\right]\,dV=\iiint _{V}\nabla \cdot \left[G\nabla u-u\nabla G\right]\,dV=\iint _{S}\left[Gu_{n}-uG_{n}\right]\,dS.\,}
علائم un و Gn نشان‌دهنده مشتق نرمال بر s هستند. با در نظر گرفتن شرایط ارضا شده توسط U و G، این نتیجه به این رابطه ساده می‌شود:
{\displaystyle u(x',y',z')=\iiint _{V}Gf\,dV-\iint _{S}G_{n}g\,dS.\,}
بنابراین تابع گرین تأثیر داده‌های f و g را در نقطه {\displaystyle (x',y',z')\,} توضیح می‌دهد.
در مورد داخل کره‌ای با شعاع a تابع گرین به‌وسیلهٔ انعکاس، پیدا می‌شود. نقطه منبع p که در فاصله ρ از مبدأ کره قرار دارد در طول خط واصل این دونقطه، به یک نقطه 'p که در فاصله زیر قرار دارد، انعکاس پیدا می‌کند:
{\displaystyle \rho '={\frac {a^{2}}{\rho }}.\,}
توجه کنید که اگر p در داخل کره باشد 'p در خارج کره خواهد بود. تابع گرین به این صورت داده می‌شود.
{\displaystyle {\frac {1}{4\pi R}}-{\frac {a}{4\pi \rho R'}},\,}
جایی که R فاصله تا نقطهٔ منبع p و 'R فاصله تا نقطه انعکاسی 'p را نشان می‌دهد. یک نتیجه از این عبارت برای تابع گرین، فرمول انتگرال پواسون است. فرض کنیم ρ و θ و φ مختصات کروی برای نقطه منبع p باشند. در اینجا θ نشان‌دهنده زاویه با محور عمودی است، که در تضاد با نشانه گذاری ریاضی آمریکایی معمولی است، اما با استاندارد اروپا و روال فیزیکی منطبق است. جواب معادله لاپلاس درون کره برابر است با
{\displaystyle u(P)={\frac {1}{4\pi }}a^{3}\left(1-{\frac {\rho ^{2}}{a^{2}}}\right)\iint {\frac {g(\theta ',\varphi ')\sin \theta '\,d\theta '\,d\varphi '}{(a^{2}+\rho ^{2}-2a\rho \cos \Theta )^{3/2}}},\,}
جایی که:
{\displaystyle \cos \Theta =\cos \theta \cos \theta '+\sin \theta \sin \theta '\cos(\theta -\theta ').\,}
یک نتیجه ساده از این فرمول این است که اگر u یک تابع همساز باشد، مقدار u در مرکز کره برابر مقدار میانگین مقدارهای آن بر سطح کره است.
این خاصیت مقدار میانگین فوراً نشان می‌دهد که یک تابع همساز غیر ثابت نمی‌تواند مقدار ماکزیمم خود را در یک نقطهٔ داخلی بگیرد.